# José Sáenz de Santamaría
José Sáenz de Santamaría. Político republicano español. Representante de la provincia de Logroño en el Pacto Federal Castellano (15 de junio de 1869) con Alberto Ruiz y Royo y Tirso Crespo.

## Obras
- Pacto Federal Castellano (1869)